# La Trinité (Saboia)
La Trinité é uma comuna francesa na região administrativa de Auvérnia-Ródano-Alpes, no departamento de Saboia. Estende-se por uma área de 4,88 km². Em 2010 a comuna tinha 344 habitantes (densidade: 70,5 hab./km²).